# Patrick Wind
Patrick Wind (* 23. April 1968 in Lindau) ist Produzent und Komponist. Er lebt und arbeitet als freischaffender Tonmeister und Künstler in Konstanz.

## Leben
Patrick Wind stieß 1984 als Gitarrist und Songwriter zur Band The Message. Mit 18 Jahren ging er nach München und besuchte die School of Audio Engineering (SAE).
Auf der Suche nach neuen Sounds begann er mit seinem ehemaligen Schlagzeuger Thomas Joeckel, Synthesizer zu programmieren. Zusammen gründeten sie 1985 dafür das Projekt Human Touch. Das Projekt widmet sich einerseits dem Komponieren von elektronischer Musik und andererseits mit den elektronischen Möglichkeiten, traditionelle Töne und Klangbilder einzuarbeiten. Einen Hit landeten sie 1988 mit der Single „Seninle“ in den Clubs von Istanbul. Für Seninle wurden Elemente der Popmusik mit türkischen Lyrics verarbeitet. Basierend auf diesem Erfolg gründete Wind mit Joeckel 1990 ein Tonstudio, das heute zu den führenden Studios am Bodensee gehört.
In den Jahren 1991 bis 1994 wurde die musikalisch-experimentelle Arbeit ausgeweitet. Patrick Wind komponierte sein erstes Orchesterwerk, das Klavierkonzert Nr.1, e-moll. Seit 1994 komponiert Patrick Wind für Werbefilme und Radiosendungen in Deutschland und der Schweiz. Als Toningenieur arbeitet Wind seit 1996 unter anderem für den SWR und für etliche CD-Produktionen der Jazz- und Electronic-Art-Music-Szene. 1998 schrieb er die Musik für die RTL-Produktion Tödliche Wildnis.
2002 brachte Patrick Wind Elements 1 heraus, die erste CD einer Trilogie, deren zweiter Teil (Elements 2) im November 2007 veröffentlicht wurde. 2004 schrieb Patrick Wind den Soundtrack für den Film Torture Extreme, der beim New Yorker Filmfestival den Preis als bester Film in der Rubrik „Action-Comercial“ gewann. Insgesamt wirkte Patrick Wind bis 2007 in über 80 veröffentlichten Tonträgern als Toningenieur, Produzent und Musiker mit.

## Resonanz
- „Erstaunlich, was der Konstanzer Produzent und Musiker alles auf sein erstes eigenes Album gepackt hat. Tönt er im Opener "Cities" noch wie ein Alan Parsons des 21. Jahrhunderts, so ist man bald mit Rap, Weltmusik, Trip Hop, tiefem Soul und spritzigem Hip-Jazz konfrontiert. (…) Hochkarätige Studiogäste wie der Schriftsteller Martin Walser, veredeln eine nicht alltägliche Popscheibe, bei der einfach alles passt.“ (Michael Hepp, Schwäbische Zeitung)
- „Musik für die Bilder im Kopf.“ (Patrick van Odijk, Deutschlandfunk)
- „Der Konstanzer Musiker und Produzent Patrick Wind (…) kreierte ein neues musikalisches Genre: ‚Faszination Sound‘ (…) und schuf dabei eine neue, innovative musikalische Stilrichtung, die sich eigentlich nicht beschreiben lässt. Zu den unterschiedlichsten musikalischen Stilen von Rap, HipHop über Jazz bis hin zu klassischen Elementen, mischen sich Stimmen, Alltags- und Naturgeräusche und vereinen sich auf melodiöse Weise zu einer aussagekräftigen und phantasievollen Einheit.“ (Aurelia Scherrer, Thurgauer Zeitung)

## Diskographie (Auszüge)
- Elements – Patrick Wind feat. Martin Walser, York (Jazzkantine), Renée Rousseau, Hubl Greiner, Paul Amrod, u.a…., Human Touch Media
- Elements 2 – Patrick Wind feat. Anne Clark, Jude Abbott und Neal Ferguson von Chumbawamba, Südwestdeutsche Philharmonie, Homayoun Motamed Afshari, Bernd Konrad, POC, Patrick Manzecchi u.a….

## Als Toningenieur
- „Der Nussknacker“ nach Pjotr Iljitsch Tschaikowski – mit der Südwestdeutschen Philharmonie, Vasillis Christopoulos, Hans Jürgen Schatz.
- „Der Augenblick der Liebe“ – Martin Walser
- „Hengstparade“ – Gaby Hauptmann

## Als Produzent
- „Raus in die Welt“ – Mess
- „Söhne und Töchter der Erde“ – Die neuen Barden (1. Preis Musiker Rock Pop Verband Deutschland)

## Filmographie

### Musik und Sounddesign
- „Tödliche Wildnis – Sie waren jung und mussten sterben“ – RTL-Thriller von Jorgo Papavassiliou (2000)
- „Torture Extreme“ – Cirocom (Bester Film beim New York Film Festival 2005, Rubrik „Action Comercial“)

### Nachsynchronisation
- „Die Rosenzüchterin“, Teil 2 (mit Hannelore Elsner und Ruth Maria Kubitschek)
- „K3 Kripo Hamburg – Fieber“
- „Prinz und Paparazzi“ (mit Sky du Mont)
- „Das Traumhotel – Zauber von Bali“ (mit Ruth Maria Kubitschek)

## Als Tontechniker live
- Udo Jürgens, Die Wolke, Georgette Dee, Eva Mattes, Karl Maria Vogler, Anita & Alexandra Hofmann